# Abbreviátor
Az abbreviátor latin eredetű szó, szó szerinti jelentése: rövidítő, kivonatoló, tágabb értelemben: fogalmazó. Szótári alakja: abbreviator, -oris m.
Az abbreviátor a középkori kancelláriák alkalmazottja volt, az alkancellárius segédje. Ők készítették az uralkodó által kiadott okleveleket, valamint pápai engedélyiratokat fogalmaztak meg.
A középkor utolsó századaiban a pápai kúria alsóbb fokú hivatalnokai viselték ezt a címet. XII. Benedek pápa idejében 24-en voltak, II. Pius 1463-ban 70 tagú testületté szervezte az abbreviátorokat. Állásukat pénzért vásárolták, és gyakran valós munka nélkül élvezték jövedelmüket. Erkölcsiségük vitatható volt, ezért II. Pál pápa szükségtelenségükre és hasznavehetetlenségükre hivatkozva 1465-ben feloszlatta testületüket. A pápát ezért a határozatáért a műveltség ellenfelének tartották. IV. Sixtus pápa anyagi okok miatt 1469-ben újraszervezte az abbreviátorok társaságát, 72 taggal. A 72 főből 12 tartozott az elnökséghez (ők voltak a praesidentes de parco maiori, azaz a nagyobb parkból [való] elöljárók), 22 abbreviátor képezte az alsóbb park létszámát (de parco minori, azaz a kisebb parkból [valók]). A többi 38 embernek csak az engedélyiratok első átnézése volt a feladata (elnevezésük: examinantes in prima visione, azaz első látásra vizsgálók). Az abbreviátorok testülete – csökkentett létszámmal – 1908-ig működött.